# 2005 en sociologie
| Années de la sociologie : 2002 - 2003 - 2004 - 2005 - 2006 - 2007 - 2008    |
| Décennies de la sociologie : 1970 - 1980 - 1990 - 2000 - 2010 - 2020 - 2030 |

Cet article présente les événements de l'année 2005 dans le domaine de la sociologie.

## Publications

### Livres
- Raymond Aron, De Giscard à Mitterrand : 1977-1983
- Colin Crouch, Capitalist diversity and change : recombinant governance and institutional entrepreneurs
- Jürgen Habermas, Entre Naturalisme et Religion
- Michael Mann, The Dark Side of Democracy Explaining Ethnic Cleansing
- John B. Thompson, Books in the digital age : the transformation of academic and higher education publishing in Britain and the United States
- John Urry, Sociologie de Mobilités : Une nouvelle frontière pour la sociologie?, Paris, Armand Colin, 251 p.
- Viviana Zelizer, The Purchase of Intimacy

## Congrès
- XXVe congrès de l’Association européenne de sociologie à Porto Alegre au Brésil.
- 9-13 septembre : 7e congrès de l’Association européenne de sociologie à Toruń en Pologne.